# Zones humides du Columbia

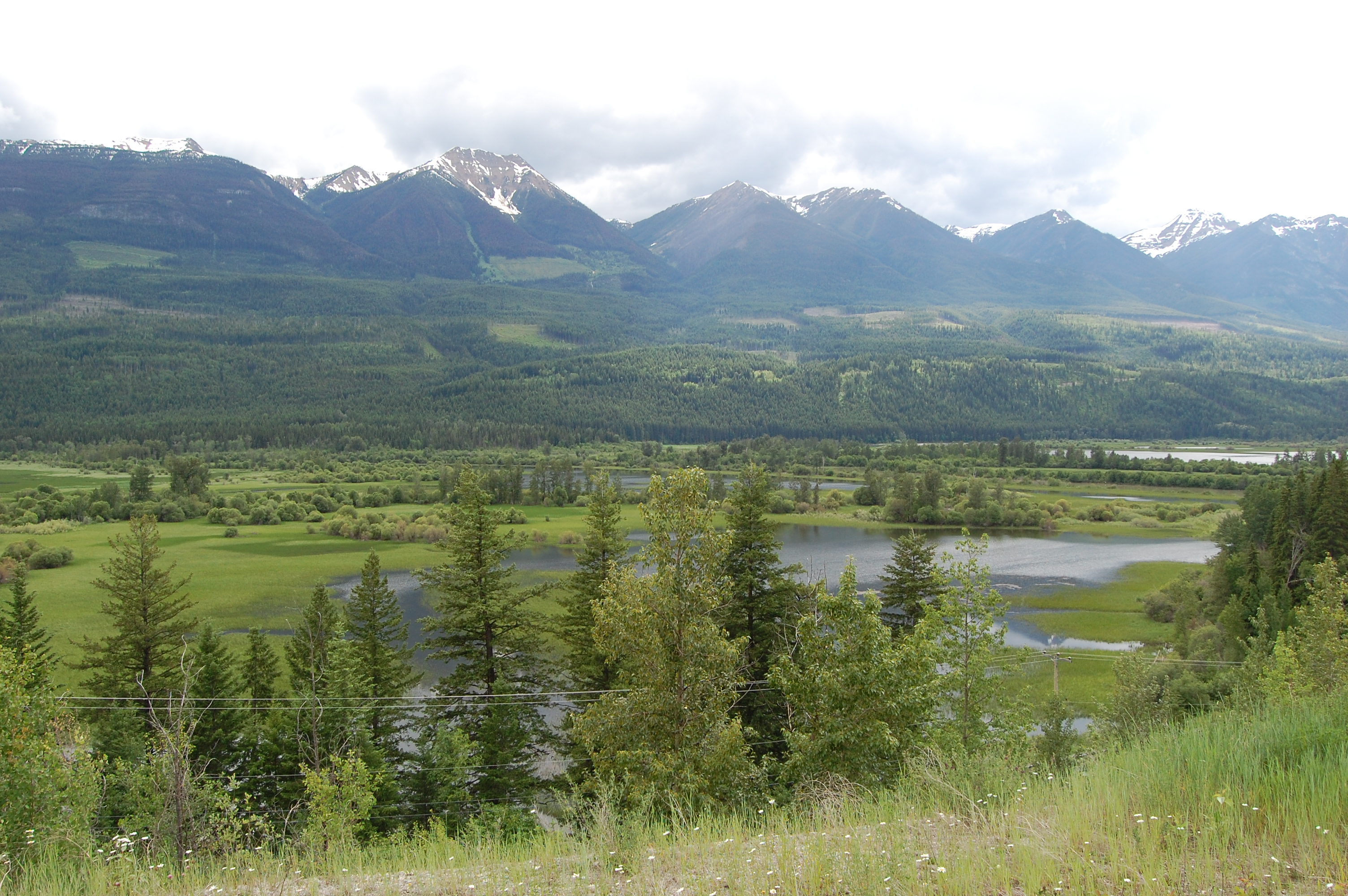
Zones humides du Columbia près de Golden.

Les zones humides du Columbia ou terres humides du Columbia (anglais : Columbia Wetlands) sont une zone humide de 15,070 hectares en Colombie-Britannique, au Canada.
Elles ont été désignées comme zone humide d'importance internationale de la convention de Ramsar le 5 juin 2005 lors de la Journée mondiale de l'environnement.
Elles font partie de la source du système fluvial du Columbia.

## Protection du territoire
Les zones humides du Columbia sont protégées par la zone de gestion de la faune des zones humides du Columbia (169,69 km2), une aire protégée géré par le ministère des Forêt, des Terres et des Opérations des Ressources naturelles et la réserve nationale de faune de Columbia (10,01 km2), qui est administré par Environnement Canada,.